# Declaración Universal sobre Bioética y Derechos Humanos de la UNESCO
La Declaración Universal sobre Bioética y Derechos Humanos de la UNESCO fue homologada unánimemente por ciento noventa y un países en la 33.ª Sesión de la Conferencia General de la UNESCO realizada en París el 19 de octubre de 2005. La Declaración trata sobre las cuestiones éticas relacionadas con la medicina, las ciencias de la vida y las tecnologías conexas aplicadas a los seres humanos, teniendo en cuenta sus dimensiones sociales, éticas, jurídicas y ambientales.
La garantía de las libertades fundamentales y de los derechos humanos en un mundo plural como el nuestro se caracteriza mediante el ejercicio del diálogo racional, la búsqueda de los principios éticos que puedan ser compartidos y los pactos sociales. La Declaración Universal sobre Bioética y Derechos Humanos de la UNESCO sirve de ayuda para establecer pautas comunes para abordar las nuevas situaciones de intervención sobre la vida a raíz del progreso de las ciencias biomédicas y de las nuevas tecnologías disponibles en un marco de integridad científica.

## Proceso de elaboración
La Declaración se elaboró en dos años y fue aprobada por aclamación unánime. Durante el primero año, el Comité Internacional de Bioética (CIB), en consulta con los Estados miembros y otros organismos especializados, redactó un borrador. A lo largo del segundo año se hicieron las correcciones finales definitivas realizadas durante las reuniones intergubernamentales de expertos.

## Artículos
La Declaración cuenta con 28 artículos con el fin de proporcionar un marco coherente de principios y procedimientos que puedan servir de guía a los Estados en la formulación de sus políticas, legislaciones y códigos éticos:
- Disposiciones generales:
  - Artículo 1. Alcance
  - Artículo 2. Objetivos
- Principios:
  - Artículo 3. Dignidad humana y derechos humanos
  - Artículo 4. Beneficios y efectos nocivos
  - Artículo 5. Autonomía y responsabilidad individual
  - Artículo 6. Consentimiento
  - Artículo 7. Personas carentes de la capacidad de dar su consentimiento
  - Artículo 8. Respeto de la vulnerabilidad humana y la integridad personal
  - Artículo 9. Privacidad y confidencialidad
  - Artículo 10. Igualdad, justicia y equidad
  - Artículo 11. No discriminación y no estigmatización
  - Artículo 12. Respeto de la diversidad cultural y del pluralismo
  - Artículo 13. Solidaridad y cooperación
  - Artículo 14. Responsabilidad social y salud
  - Artículo 15. Aprovechamiento compartido de los beneficios
  - Artículo 16. Protección de las generaciones futuras
  - Artículo 17. Protección del medio ambiente, la biosfera y la biodiversidad
- Aplicación de los principios:
  - Artículo 18. Adopción de decisiones y tratamiento de las cuestiones bioéticas
  - Artículo 19. Comités de ética
  - Artículo 20. Evaluación y gestión de riesgos
  - Artículo 21. Prácticas transnacionales
- Promoción de la Declaración:
  - Artículo 22. Función de los Estados
  - Artículo 23. Educación, formación e información en materia de bioética
  - Artículo 24. Cooperación internacional
  - Artículo 25. Actividades de seguimiento de la UNESCO
- Disposiciones finales:
  - Artículo 26. Interrelación y complementariedad de los principios
  - Artículo 27. Limitaciones a la aplicación de los principios
  - Artículo 28. Salvedad en cuanto a la interpretación: actos que vayan en contra de los derechos humanos, las libertades fundamentales y la dignidad humana.

## La UNESCO y la materia de bioética
La Declaración Universal sobre Bioética y Derechos Humanos de la UNESCO fue el tercer texto normativo elaborado y adoptado por la UNESCO en materia de bioética:
- Declaración Universal sobre el Genoma Humano y los Derechos Humanos (1997): Aborda de manera global el tema del genoma humano y sus vinculaciones con la dignidad humana.
- Declaración Internacional sobre los Datos Genéticos Humanos (2003): Pone de manifiesto los principios éticos que deben regir el acopio, procesamiento, conservación y uso de datos genéticos obtenidos a partir de muestras biológicas (sangre, tejidos, saliva, esperma, etc.).
- Declaración Universal sobre Bioética y Derechos Humanos de la UNESCO (2005): Trata sobre las cuestiones éticas relacionadas con la medicina, las ciencias de la vida y las tecnologías conexas aplicadas a los seres humanos, teniendo en cuenta sus dimensiones sociales, éticas, jurídicas y ambientales.
- Declaración de Principios Éticos en relación con el Cambio Climático (2017): Proclama y establece principios éticos aplicables a la adopción de decisiones, la formulación de políticas y otras actividades relacionadas con el cambio climático.